# Urs Tinner
Urs Friedrich Tinner (* 6. November 1965 in Sennwald) ist ein Schweizer Ingenieur und ehemaliger Agent. Als Spion der CIA half er mit, das Atomwaffen-Programm von Muammar al-Gaddafi aufzudecken; von den Schweizer Behörden wurde er verdächtigt, gegen das schweizerische Kriegsmaterialgesetz verstossen zu haben.

## Atomschmuggel nach Libyen
Tinner arbeitete ab 1998 in Dubai und Malaysia für Abdul Kadir Khan, den „Vater der pakistanischen Atombombe“, sowie für dessen Vertrauten Buhary Syed Abu Tahir. Dabei gelangte er in den Besitz von Dokumenten, welche für die Herstellung von Kernwaffen und für die Anreicherung von waffenfähigem Uran relevant sind. Er verkaufte diese Dokumente dem amerikanischen Geheimdienst CIA bzw. der Internationalen Atomenergieorganisation IAEA, welche in der Folge im Oktober 2003 eine Lieferung mit nukleartechnischem Material auf dem Frachter BBC China der deutschen Reederei BBC Chartering aus Leer abfangen konnten. Tinner trug so wesentlich dazu bei, das Atomwaffenprogramm von Libyen aufzudecken und das Atomschmuggel-Netzwerk von Khan zu zerschlagen.

## Tinner-Affäre
Urs Tinner wurde am 8. Oktober 2004 in Deutschland verhaftet und am 30. Mai 2005 an die Schweiz überstellt. Auch gegen seinen Vater Friedrich Tinner, seinen Bruder Marco Tinner sowie weitere Personen ergingen Haftbefehle. Unter dem Verdacht, gegen das schweizerische Kriegsmaterialgesetz verstossen zu haben, wurden die Tinners von der Bundesanwaltschaft über Jahre in Untersuchungshaft gehalten.
Friedrich Tinner – ein Ingenieur, der mit der Cetec AG bzw. PhiTec AG ein Unternehmen für Vakuumtechnik in Sennwald betrieb und Khan seit Jahren persönlich kannte, sie waren ins pakistanische Urananreicherungsprogramm involviert, das zur ersten «islamischen» Atombombe führte –  wurde am 31. Januar 2006 wieder auf freien Fuss gesetzt.
Auf Antrag des damaligen Justizministers Christoph Blocher entschied die Schweizer Regierung im November 2007, die Dokumente aus dem Besitz von Urs Tinner zu vernichten. Der Bundesrat begründete diesen Schritt damit, dass man habe verhindern wollen, dass diese Dokumente in falsche Hände gelangten oder die Schweiz deswegen erpresst würde.
Die zwei Brüder reichten Beschwerde beim Europäischen Gerichtshof für Menschenrechte ein und beklagten sich über die Länge der Untersuchungshaft, ausserdem hätte es keinen ausreichenden Tatverdacht noch entsprechende Beweise gegeben. Das seit 2004 geführte Verfahren selber dauere zu lange. Ausserdem hätten sie wegen der Vernichtung der Dokumente durch die Schweizer Regierung keinen kompletten Zugriff auf die Verfahrensakten erhalten, was gegen das Prinzip der Waffengleichheit zwischen der Staatsanwaltschaft und den Beschuldigten verstösse. Das Gericht kam zum Schluss, dass die Schweiz die Europäische Menschenrechtskonvention nicht verletzt habe. Auf die Beschwerde im Zusammenhang mit der Aktenvernichtung ist das Gericht nicht eingetreten, unter anderem weil das Strafverfahren noch nicht abgeschlossen ist. Für die Haft- und Verfahrensdauer gebe es ausreichende Gründe.
Urs Tinner selbst wurde Ende 2008 nach über vier Jahren Untersuchungshaft entlassen. Sein Bruder Marco wurde im Januar 2009 entlassen. Eine mögliche Anklage ist bei der Bundesanwaltschaft hängig, die darüber entscheiden muss. Der Eidgenössische Untersuchungsrichter Andreas Müller hatte Ende 2010 in seinem Schlussbericht beantragt, Anklage wegen Verstössen gegen das Kriegsmaterialgesetz zu erheben. Marco Tinner soll sich zudem wegen Geldwäscherei verantworten müssen.
In der Schweiz sind diese Ereignisse als Tinner-Affäre, auch Tinner-Akten, bekannt. Die Geschäftsprüfungskommission des Parlaments, welche die Veröffentlichung eines offiziellen Berichts gegen den Willen des Bundesrates durchsetzte, kritisierte die Aktenvernichtung scharf: Der Bundesrat habe ohne akute Bedrohung auf Notrecht zurückgegriffen und damit in ein laufendes Verfahren eingegriffen. Es besteht zudem der Verdacht, dass die Vernichtung des Materials auf Druck der USA erfolgte, welche damit die Rolle der CIA in der Atomschmuggel-Affäre vertuschen wollte. Am 9. Juli 2009 sicherte sich das Eidgenössische Untersuchungsrichteramt gegen den Willen des Bundesrates Zugang zu den Akten. Im November 2011 bestätigte die Bundesanwaltschaft, dass die Anklageschrift versendet worden sei und auf Antrag der Angeklagten das abgekürzte Verfahren ohne öffentliche Beweisaufnahme zur Anwendung kommen solle. Dies bedeutet eine Strafe von höchstens fünf Jahren Gefängnis, die mit der Untersuchungshaft verrechnet werden.

## Filme
- Hansjürg Zumstein: Der Spion, der aus dem Rheintal kam: Wie ein Schweizer Mechaniker die Welt veränderte. Schweizer Fernsehen. Erstausstrahlung 22. Januar 2009.
- Hansjürg Zumstein: Spion wider Willen. In: DOK, SRF 1 vom 17. Juli 2013.